# Folketeatret

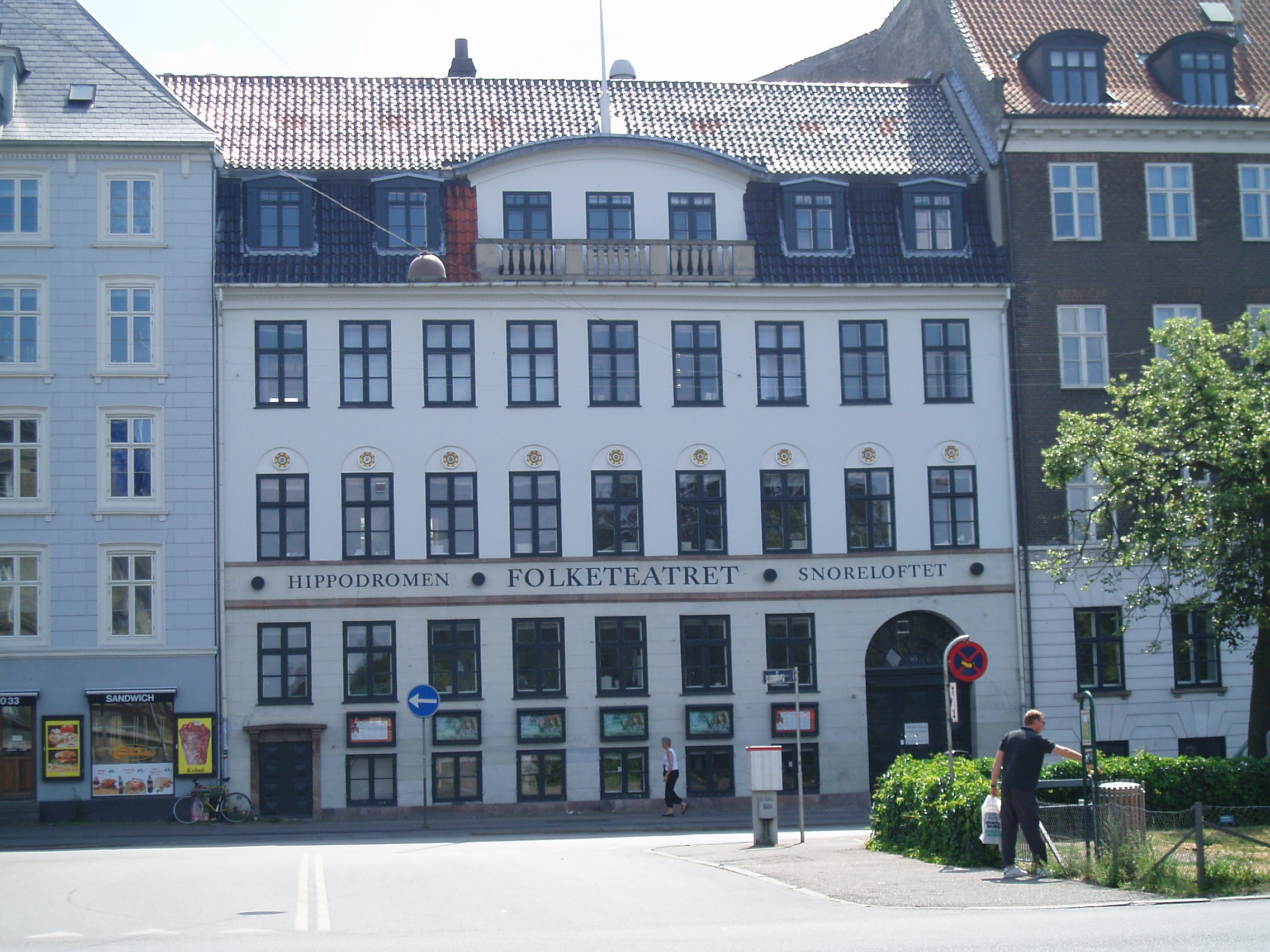
Folketeatret i Köpenhamn

Folketeatret är en dansk teater på Nørregade i Köpenhamn. Teatern grundades 1857 av Hans Wilhelm Lange. Nuvarande direktör är sedan 2010 Kasper Wilton.

## Direktörer
- 1857-1873: Hans Wilhelm Lange
- 1873-1876: M.W. Brun
- 1876-1884: Robert Watt
- 1884-1900: Severin Abrahams
- 1900-1908: Jens Frederik Siegfred Dorph-Petersen
- 1903-1905: Betty Nansen, meddirektör
- 1908-1912: Johannes Nielsen
- 1912-1928: Viggo Friderichsen
- 1912-1924: Einar Christiansen, meddirektör
- 1924-1926: Axel Frische, meddirektör
- 1927-1935: Poul Gregaard, meddirektör till 1928
- 1935-1959: Thorvald Larsen
- 1959-1971: Bjørn Watt Boolsen
- 1971-2001: Preben Harris
- 2001-2002: Tommy Larsen och Michael Moritzen
- 2002-2003: Henning Sprogøe
- 2003-2005: Klaus Bondam
- 2005-2007: Malene Schwartz
- 2007-2010: Waage Sandø
- 2010- : Kasper Wilton